# Ethiopisch voetbalelftal (mannen)
Het Ethiopisch voetbalelftal is een team van voetballers dat Ethiopië vertegenwoordigt bij internationale wedstrijden zoals de (kwalificatie)wedstrijden voor het WK en de Afrika Cup.
De Ethiopische Voetbalfederatie werd in 1943 opgericht en is aangesloten bij de CECAFA, de CAF en de FIFA (sinds 1952). Het Ethiopisch voetbalelftal behaalde in september 2006, juni 2007 en februari 2008 met de 86e plaats de hoogste positie op de FIFA-wereldranglijst, in december 2001 werd met de 155e plaats de laagste positie bereikt.

## Deelnames aan internationale toernooien

### Wereldkampioenschap
| Wereldkampioenschap voetbal overzicht | Wereldkampioenschap voetbal overzicht | Wereldkampioenschap voetbal overzicht | Wereldkampioenschap voetbal overzicht | Wereldkampioenschap voetbal overzicht | Wereldkampioenschap voetbal overzicht | Wereldkampioenschap voetbal overzicht | Wereldkampioenschap voetbal overzicht | Wereldkampioenschap voetbal overzicht |
| Jaar                                  | Ronde                                 | Wed.                                  | W                                     | G                                     | V                                     | DV                                    | DT                                    |                                       |
| ------------------------------------- | ------------------------------------- | ------------------------------------- | ------------------------------------- | ------------------------------------- | ------------------------------------- | ------------------------------------- | ------------------------------------- | ------------------------------------- |
| 1930–1954                             | Geen deelname                         | Geen deelname                         | Geen deelname                         | Geen deelname                         | Geen deelname                         | Geen deelname                         | Geen deelname                         | Geen deelname                         |
| 1958                                  | Mocht niet deelnemen                  | Mocht niet deelnemen                  | Mocht niet deelnemen                  | Mocht niet deelnemen                  | Mocht niet deelnemen                  | Mocht niet deelnemen                  | Mocht niet deelnemen                  | Mocht niet deelnemen                  |
| 1962                                  | Niet gekwalificeerd                   | Niet gekwalificeerd                   | Niet gekwalificeerd                   | Niet gekwalificeerd                   | Niet gekwalificeerd                   | Niet gekwalificeerd                   | Niet gekwalificeerd                   | Niet gekwalificeerd                   |
| 1966                                  | Teruggetrokken                        | Teruggetrokken                        | Teruggetrokken                        | Teruggetrokken                        | Teruggetrokken                        | Teruggetrokken                        | Teruggetrokken                        | Teruggetrokken                        |
| 1970                                  | Niet gekwalificeerd                   | Niet gekwalificeerd                   | Niet gekwalificeerd                   | Niet gekwalificeerd                   | Niet gekwalificeerd                   | Niet gekwalificeerd                   | Niet gekwalificeerd                   | Niet gekwalificeerd                   |
| 1974                                  | Niet gekwalificeerd                   | Niet gekwalificeerd                   | Niet gekwalificeerd                   | Niet gekwalificeerd                   | Niet gekwalificeerd                   | Niet gekwalificeerd                   | Niet gekwalificeerd                   | Niet gekwalificeerd                   |
| 1978                                  | Niet gekwalificeerd                   | Niet gekwalificeerd                   | Niet gekwalificeerd                   | Niet gekwalificeerd                   | Niet gekwalificeerd                   | Niet gekwalificeerd                   | Niet gekwalificeerd                   | Niet gekwalificeerd                   |
| 1982                                  | Niet gekwalificeerd                   | Niet gekwalificeerd                   | Niet gekwalificeerd                   | Niet gekwalificeerd                   | Niet gekwalificeerd                   | Niet gekwalificeerd                   | Niet gekwalificeerd                   | Niet gekwalificeerd                   |
| 1986                                  | Niet gekwalificeerd                   | Niet gekwalificeerd                   | Niet gekwalificeerd                   | Niet gekwalificeerd                   | Niet gekwalificeerd                   | Niet gekwalificeerd                   | Niet gekwalificeerd                   | Niet gekwalificeerd                   |
| 1990                                  | Geen deelname                         | Geen deelname                         | Geen deelname                         | Geen deelname                         | Geen deelname                         | Geen deelname                         | Geen deelname                         | Geen deelname                         |
| 1994                                  | Niet gekwalificeerd                   | Niet gekwalificeerd                   | Niet gekwalificeerd                   | Niet gekwalificeerd                   | Niet gekwalificeerd                   | Niet gekwalificeerd                   | Niet gekwalificeerd                   | Niet gekwalificeerd                   |
| 1998                                  | Geen deelname                         | Geen deelname                         | Geen deelname                         | Geen deelname                         | Geen deelname                         | Geen deelname                         | Geen deelname                         | Geen deelname                         |
| 2002                                  | Niet gekwalificeerd                   | Niet gekwalificeerd                   | Niet gekwalificeerd                   | Niet gekwalificeerd                   | Niet gekwalificeerd                   | Niet gekwalificeerd                   | Niet gekwalificeerd                   | Niet gekwalificeerd                   |
| 2006                                  | Niet gekwalificeerd                   | Niet gekwalificeerd                   | Niet gekwalificeerd                   | Niet gekwalificeerd                   | Niet gekwalificeerd                   | Niet gekwalificeerd                   | Niet gekwalificeerd                   | Niet gekwalificeerd                   |
| 2010                                  | Gediskwalificeerd                     | Gediskwalificeerd                     | Gediskwalificeerd                     | Gediskwalificeerd                     | Gediskwalificeerd                     | Gediskwalificeerd                     | Gediskwalificeerd                     | Gediskwalificeerd                     |
| 2014                                  | Niet gekwalificeerd                   | Niet gekwalificeerd                   | Niet gekwalificeerd                   | Niet gekwalificeerd                   | Niet gekwalificeerd                   | Niet gekwalificeerd                   | Niet gekwalificeerd                   | Niet gekwalificeerd                   |
| 2018                                  | Niet gekwalificeerd                   | Niet gekwalificeerd                   | Niet gekwalificeerd                   | Niet gekwalificeerd                   | Niet gekwalificeerd                   | Niet gekwalificeerd                   | Niet gekwalificeerd                   | Niet gekwalificeerd                   |
| 2022                                  | Niet gekwalificeerd                   | Niet gekwalificeerd                   | Niet gekwalificeerd                   | Niet gekwalificeerd                   | Niet gekwalificeerd                   | Niet gekwalificeerd                   | Niet gekwalificeerd                   | Niet gekwalificeerd                   |
| 2026                                  | kwalificatie                          | kwalificatie                          | kwalificatie                          | kwalificatie                          | kwalificatie                          | kwalificatie                          | kwalificatie                          | kwalificatie                          |

1. ↑  Ethiopië werd in september 2008 uitgesloten na een conflict met de FIFA. De resultaten van de eerder gespeelde wedstrijden zijn komen te vervallen.[2]

### Afrika Cup
| Afrika Cup overzicht | Afrika Cup overzicht | Afrika Cup overzicht | Afrika Cup overzicht | Afrika Cup overzicht | Afrika Cup overzicht | Afrika Cup overzicht | Afrika Cup overzicht | Afrika Cup overzicht |
| Jaar                 | Ronde                | Wed.                 | W                    | G                    | V                    | DV                   | DT                   | Kwal                 |
| -------------------- | -------------------- | -------------------- | -------------------- | -------------------- | -------------------- | -------------------- | -------------------- | -------------------- |
| 1957                 | Tweede               | 1                    | 0                    | 0                    | 1                    | 0                    | 4                    |                      |
| 1959                 | Derde                | 2                    | 0                    | 0                    | 2                    | 0                    | 5                    |                      |
| 1962                 | Kampioen             | 2                    | 2                    | 0                    | 0                    | 8                    | 4                    |                      |
| 1963                 | Vierde               | 3                    | 1                    | 0                    | 2                    | 4                    | 7                    |                      |
| 1965                 | Groepsfase           | 2                    | 0                    | 0                    | 2                    | 1                    | 9                    | (Kwal.)              |
| 1968                 | Vierde               | 5                    | 3                    | 0                    | 2                    | 8                    | 6                    |                      |
| 1970                 | Groepsfase           | 3                    | 0                    | 0                    | 3                    | 3                    | 12                   | (Kwal.)              |
| 1972                 | Niet gekwalificeerd  | Niet gekwalificeerd  | Niet gekwalificeerd  | Niet gekwalificeerd  | Niet gekwalificeerd  | Niet gekwalificeerd  | Niet gekwalificeerd  | Niet gekwalificeerd  |
| 1974                 | Niet gekwalificeerd  | Niet gekwalificeerd  | Niet gekwalificeerd  | Niet gekwalificeerd  | Niet gekwalificeerd  | Niet gekwalificeerd  | Niet gekwalificeerd  | Niet gekwalificeerd  |
| 1976                 | Groepsfase           | 3                    | 1                    | 1                    | 1                    | 4                    | 3                    |                      |
| 1978                 | Niet gekwalificeerd  | Niet gekwalificeerd  | Niet gekwalificeerd  | Niet gekwalificeerd  | Niet gekwalificeerd  | Niet gekwalificeerd  | Niet gekwalificeerd  | Niet gekwalificeerd  |
| 1980                 | Niet gekwalificeerd  | Niet gekwalificeerd  | Niet gekwalificeerd  | Niet gekwalificeerd  | Niet gekwalificeerd  | Niet gekwalificeerd  | Niet gekwalificeerd  | Niet gekwalificeerd  |
| 1982                 | Groepsfase           | 3                    | 0                    | 1                    | 2                    | 0                    | 4                    | (Kwal.)              |
| 1984                 | Niet gekwalificeerd  | Niet gekwalificeerd  | Niet gekwalificeerd  | Niet gekwalificeerd  | Niet gekwalificeerd  | Niet gekwalificeerd  | Niet gekwalificeerd  | Niet gekwalificeerd  |
| 1986                 | Teruggetrokken       | Teruggetrokken       | Teruggetrokken       | Teruggetrokken       | Teruggetrokken       | Teruggetrokken       | Teruggetrokken       | Teruggetrokken       |
| 1988                 | Teruggetrokken       | Teruggetrokken       | Teruggetrokken       | Teruggetrokken       | Teruggetrokken       | Teruggetrokken       | Teruggetrokken       | Teruggetrokken       |
| 1990                 | Niet gekwalificeerd  | Niet gekwalificeerd  | Niet gekwalificeerd  | Niet gekwalificeerd  | Niet gekwalificeerd  | Niet gekwalificeerd  | Niet gekwalificeerd  | Niet gekwalificeerd  |
| 1992                 | Teruggetrokken       | Teruggetrokken       | Teruggetrokken       | Teruggetrokken       | Teruggetrokken       | Teruggetrokken       | Teruggetrokken       | Teruggetrokken       |
| 1994                 | Niet gekwalificeerd  | Niet gekwalificeerd  | Niet gekwalificeerd  | Niet gekwalificeerd  | Niet gekwalificeerd  | Niet gekwalificeerd  | Niet gekwalificeerd  | Niet gekwalificeerd  |
| 1996                 | Niet gekwalificeerd  | Niet gekwalificeerd  | Niet gekwalificeerd  | Niet gekwalificeerd  | Niet gekwalificeerd  | Niet gekwalificeerd  | Niet gekwalificeerd  | Niet gekwalificeerd  |
| 1998                 | Niet gekwalificeerd  | Niet gekwalificeerd  | Niet gekwalificeerd  | Niet gekwalificeerd  | Niet gekwalificeerd  | Niet gekwalificeerd  | Niet gekwalificeerd  | Niet gekwalificeerd  |
| 2000                 | Teruggetrokken       | Teruggetrokken       | Teruggetrokken       | Teruggetrokken       | Teruggetrokken       | Teruggetrokken       | Teruggetrokken       | Teruggetrokken       |
| 2002                 | Niet gekwalificeerd  | Niet gekwalificeerd  | Niet gekwalificeerd  | Niet gekwalificeerd  | Niet gekwalificeerd  | Niet gekwalificeerd  | Niet gekwalificeerd  | Niet gekwalificeerd  |
| 2004                 | Niet gekwalificeerd  | Niet gekwalificeerd  | Niet gekwalificeerd  | Niet gekwalificeerd  | Niet gekwalificeerd  | Niet gekwalificeerd  | Niet gekwalificeerd  | Niet gekwalificeerd  |
| 2006                 | Niet gekwalificeerd  | Niet gekwalificeerd  | Niet gekwalificeerd  | Niet gekwalificeerd  | Niet gekwalificeerd  | Niet gekwalificeerd  | Niet gekwalificeerd  | Niet gekwalificeerd  |
| 2008                 | Niet gekwalificeerd  | Niet gekwalificeerd  | Niet gekwalificeerd  | Niet gekwalificeerd  | Niet gekwalificeerd  | Niet gekwalificeerd  | Niet gekwalificeerd  | Niet gekwalificeerd  |
| 2010                 | Gediskwalificeerd    | Gediskwalificeerd    | Gediskwalificeerd    | Gediskwalificeerd    | Gediskwalificeerd    | Gediskwalificeerd    | Gediskwalificeerd    | Gediskwalificeerd    |
| 2012                 | Niet gekwalificeerd  | Niet gekwalificeerd  | Niet gekwalificeerd  | Niet gekwalificeerd  | Niet gekwalificeerd  | Niet gekwalificeerd  | Niet gekwalificeerd  | Niet gekwalificeerd  |
| 2013                 | Groepsfase           | 3                    | 0                    | 1                    | 2                    | 1                    | 7                    | (Kwal.)              |
| 2015                 | Niet gekwalificeerd  | Niet gekwalificeerd  | Niet gekwalificeerd  | Niet gekwalificeerd  | Niet gekwalificeerd  | Niet gekwalificeerd  | Niet gekwalificeerd  | Niet gekwalificeerd  |
| 2017                 | Niet gekwalificeerd  | Niet gekwalificeerd  | Niet gekwalificeerd  | Niet gekwalificeerd  | Niet gekwalificeerd  | Niet gekwalificeerd  | Niet gekwalificeerd  | Niet gekwalificeerd  |
| 2019                 | Niet gekwalificeerd  | Niet gekwalificeerd  | Niet gekwalificeerd  | Niet gekwalificeerd  | Niet gekwalificeerd  | Niet gekwalificeerd  | Niet gekwalificeerd  | Niet gekwalificeerd  |
| 2021                 | Groepsfase           | 3                    | 0                    | 1                    | 2                    | 2                    | 6                    | (Kwal.)              |
| 2023                 | Niet gekwalificeerd  | Niet gekwalificeerd  | Niet gekwalificeerd  | Niet gekwalificeerd  | Niet gekwalificeerd  | Niet gekwalificeerd  | Niet gekwalificeerd  | Niet gekwalificeerd  |
| 2025                 | Niet gekwalificeerd  | Niet gekwalificeerd  | Niet gekwalificeerd  | Niet gekwalificeerd  | Niet gekwalificeerd  | Niet gekwalificeerd  | Niet gekwalificeerd  | Niet gekwalificeerd  |

### African Championship of Nations
| African Championship of Nations overzicht | African Championship of Nations overzicht | African Championship of Nations overzicht | African Championship of Nations overzicht | African Championship of Nations overzicht | African Championship of Nations overzicht | African Championship of Nations overzicht | African Championship of Nations overzicht | African Championship of Nations overzicht |
| Jaar                                      | Ronde                                     | Wed.                                      | W                                         | G                                         | V                                         | DV                                        | DT                                        | Kwal                                      |
| ----------------------------------------- | ----------------------------------------- | ----------------------------------------- | ----------------------------------------- | ----------------------------------------- | ----------------------------------------- | ----------------------------------------- | ----------------------------------------- | ----------------------------------------- |
| 2009                                      | Geen deelname                             | Geen deelname                             | Geen deelname                             | Geen deelname                             | Geen deelname                             | Geen deelname                             | Geen deelname                             | Geen deelname                             |
| 2011                                      | Teruggetrokken                            | Teruggetrokken                            | Teruggetrokken                            | Teruggetrokken                            | Teruggetrokken                            | Teruggetrokken                            | Teruggetrokken                            | Teruggetrokken                            |
| 2014                                      | Groepsfase                                | 3                                         | 0                                         | 0                                         | 3                                         | 0                                         | 4                                         | (Kwal.)                                   |
| 2016                                      | Groepsfase                                | 3                                         | 0                                         | 1                                         | 2                                         | 1                                         | 5                                         | (Kwal.)                                   |
| 2018                                      | Niet gekwalificeerd                       | Niet gekwalificeerd                       | Niet gekwalificeerd                       | Niet gekwalificeerd                       | Niet gekwalificeerd                       | Niet gekwalificeerd                       | Niet gekwalificeerd                       | Niet gekwalificeerd                       |
| 2022                                      | Groepsfase                                | 3                                         | 0                                         | 1                                         | 2                                         | 1                                         | 4                                         | (Kwal.)                                   |

### CECAFA Cup
| CECAFA Cup overzicht | CECAFA Cup overzicht | CECAFA Cup overzicht | CECAFA Cup overzicht | CECAFA Cup overzicht | CECAFA Cup overzicht | CECAFA Cup overzicht | CECAFA Cup overzicht | CECAFA Cup overzicht |
| Jaar                 | Ronde                | Wed.                 | W                    | G                    | V                    | DV                   | DT                   |                      |
| -------------------- | -------------------- | -------------------- | -------------------- | -------------------- | -------------------- | -------------------- | -------------------- | -------------------- |
| 1973–1982            | Geen CECAFA-lid      | Geen CECAFA-lid      | Geen CECAFA-lid      | Geen CECAFA-lid      | Geen CECAFA-lid      | Geen CECAFA-lid      | Geen CECAFA-lid      | Geen CECAFA-lid      |
| 1983                 | Groepsfase           | 4                    | 0                    | 1                    | 3                    | 2                    | 7                    |                      |
| 1984–1985            | Geen deelname        | Geen deelname        | Geen deelname        | Geen deelname        | Geen deelname        | Geen deelname        | Geen deelname        | Geen deelname        |
| 1987                 | Kampioen             | 5                    | 2                    | 3                    | 0                    | 6                    | 2                    |                      |
| 1988                 | Groepsfase           | 3                    | 1                    | 1                    | 1                    | 3                    | 3                    |                      |
| 1989–1991            | Geen deelname        | Geen deelname        | Geen deelname        | Geen deelname        | Geen deelname        | Geen deelname        | Geen deelname        | Geen deelname        |
| 1992                 | Groepsfase           | 4                    | 1                    | 0                    | 3                    | 7                    | 7                    |                      |
| 1994                 | Geen deelname        | Geen deelname        | Geen deelname        | Geen deelname        | Geen deelname        | Geen deelname        | Geen deelname        | Geen deelname        |
| 1995                 | Vierde               | 5                    | 2                    | 2                    | 1                    | 10                   | 5                    |                      |
| 1996                 | Geen deelname        | Geen deelname        | Geen deelname        | Geen deelname        | Geen deelname        | Geen deelname        | Geen deelname        | Geen deelname        |
| 1999                 | Kwartfinale          | 3                    | 1                    | 1                    | 1                    | 2                    | 1                    |                      |
| 2000                 | Derde                | 6                    | 3                    | 2                    | 1                    | 10                   | 7                    |                      |
| 2001                 | Kampioen             | 5                    | 3                    | 2                    | 0                    | 11                   | 4                    |                      |
| 2002                 | Groepsfase           | 4                    | 0                    | 1                    | 3                    | 0                    | 5                    |                      |
| 2003                 | Teruggetrokken       | Teruggetrokken       | Teruggetrokken       | Teruggetrokken       | Teruggetrokken       | Teruggetrokken       | Teruggetrokken       | Teruggetrokken       |
| 2004                 | Kampioen             | 6                    | 4                    | 2                    | 0                    | 12                   | 3                    |                      |
| 2005                 | Kampioen             | 6                    | 5                    | 1                    | 0                    | 17                   | 2                    |                      |
| 2006                 | Kwartfinale          | 4                    | 2                    | 0                    | 2                    | 6                    | 3                    |                      |
| 2007                 | Groepsfase           | 2                    | 0                    | 1                    | 1                    | 1                    | 3                    |                      |
| 2008                 | Geen deelname        | Geen deelname        | Geen deelname        | Geen deelname        | Geen deelname        | Geen deelname        | Geen deelname        | Geen deelname        |
| 2009                 | Groepsfase           | 3                    | 1                    | 0                    | 2                    | 5                    | 3                    |                      |
| 2010                 | Vierde               | 6                    | 2                    | 1                    | 3                    | 9                    | 10                   |                      |
| 2011                 | Groepsfase           | 3                    | 0                    | 2                    | 1                    | 2                    | 4                    |                      |
| 2012                 | Kwartfinale          | 4                    | 1                    | 0                    | 3                    | 2                    | 6                    |                      |
| 2013                 | Kwartfinale          | 4                    | 2                    | 1                    | 1                    | 5                    | 3                    |                      |
| 2015                 | Derde                | 6                    | 1                    | 4                    | 1                    | 5                    | 4                    |                      |
| 2017                 | Groepsfase           | 3                    | 1                    | 1                    | 1                    | 5                    | 5                    |                      |
| 2019                 | Geen deelname        | Geen deelname        | Geen deelname        | Geen deelname        | Geen deelname        | Geen deelname        | Geen deelname        | Geen deelname        |

## FIFA-wereldranglijst[3]
| 1993 | 1994 | 1995 | 1996 | 1997 | 1998 | 1999 | 2000 | 2001 | 2002 | 2003 | 2004 | 2005 | 2006 | 2007 | 2008 | 2009 | 2010 | 2011 | 2012 | 2013 | 2014 | 2015 | 2016 | 2017 | 2018 |
| ---- | ---- | ---- | ---- | ---- | ---- | ---- | ---- | ---- | ---- | ---- | ---- | ---- | ---- | ---- | ---- | ---- | ---- | ---- | ---- | ---- | ---- | ---- | ---- | ---- | ---- |
| 96   | 115  | 105  | 108  | 126  | 145  | 142  | 133  | 155  | 138  | 130  | 151  | 112  | 92   | 105  | 103  | 122  | 124  | 135  | 110  | 93   | 111  | 120  | 112  | 143  | 151  |

EFF · 
A-internationals · 
Ethiopisch vrouwenelftal · Olympisch elftal
1940 – 1949 · 
1950 – 1959 · 
1960 – 1969 · 
1970 – 1979 · 
1980 – 1989 · 
1990 – 1999 · 
2000 – 2009 · 
2010 – 2019 ·
2020 − 2029
Algerije ·
Angola ·
Benin ·
Botswana ·
Burkina Faso ·
Burundi ·
Centraal-Afrikaanse Republiek ·
Comoren ·
Congo-Brazzaville ·
Congo-Kinshasa ·
Djibouti ·
Egypte ·
Ghana ·
Griekenland ·
Guinee ·
Guinee-Bissau ·
Guyana ·
Israël ·
Ivoorkust ·
Jemen ·
Joegoslavië ·
Kaapverdië ·
Kameroen ·
Kenia ·
Lesotho ·
Liberia ·
Libië ·
Madagaskar ·
Malawi ·
Mali ·
Marokko ·
Mauritanië ·
Mauritius ·
Mozambique ·
Namibië ·
Niger ·
Nigeria ·
Oeganda ·
Rwanda ·
Sao Tomé en Principe ·
Senegal ·
Seychellen ·
Sierra Leone ·
Soedan ·
Somalië ·
Tanzania ·
Togo ·
Tsjaad ·
Tunesië ·
Turkije ·
Zambia ·
Zimbabwe ·
Zuid-Afrika ·
Zuid-Jemen ·
Zuid-Soedan